# Nikki Schilders
Nikki Schilders (Borgerhout, 17 augustus 1990) is een Belgisch korfbalster. Met haar club Boeckenberg won ze meerdere titels. Ook won zij tweemaal de prijs van Beste Belgische Korfbalster. Ze speelt ook voor het Belgisch korfbalteam. Haar partner is de Nederlandse topkorfballer Rick Voorneveld, die sinds 2019 ook speler is van Boeckenberg.

## Spelerscarrière
Schilders begon met korfbal bij Boeckenberg. In dienst van de Panters won ze meerdere nationale titels.
In het zaalseizoen 2022-2023 plaatste Boeckenberg zich als 4e voor de play-offs. Boeckenberg moest de kruisfinale spelen tegen de regerende zaalkampioen Floriant. In de kruisfinale versloeg Boeckenberg Floriant met 19-14, waardoor het zichzelf plaatste voor de Belgische zaalfinale tegen Borgerhout. In de finale wist Boeckenberg gemakkelijk te winnen met 24-15.

## Erelijst
- Top League-kampioen zaalkorfbal, 10× (2008, 2009, 2011, 2012, 2013, 2015, 2016, 2018, 2020, 2023)
- Eerste-klasse-kampioen veldkorfbal, 5× (2011, 2013, 2014, 2015, 2016)
- Beker van België-kampioen veldkorfbal, 5× (2008, 2009, 2011, 2014, 2017)
- Beste Korfballer van het Jaar, 2× (2015, 2016)

## Rode Duivel
Sinds 2013 is Schilders een speelster van het Belgisch korfbalteam. 
In 2017 gaf ze aan te stoppen als international, vanwege de druk op haar maatschappelijke carrière. In 2020 maakte ze bekend aan bondscoach Detlef Elewaut zich weer beschikbaar te stellen voor het nationale team.
Ze nam deel aan de volgende toernooien:
- World Games 2013
- EK 2014, 2016
- WK 2015

Ze werd bij het WK 2015 uitgeroepen tot beste speelster van het toernooi.